# The Cinema Show
The Cinema Show (en castellano: "La Función de Cine") es una canción de la banda inglesa de rock progresivo Genesis, que fue publicada en su quinto álbum del año 1973, Selling England by the Pound.
Musicalmente, la canción se encuentra dividida en dos secciones principales. La primera sección está marcada por el empleo de guitarras de 12 cuerdas, con armónicos vocales entre Peter Gabriel y Phil Collins; así como por un pequeño solo de flauta. Tras ello, comienza un solo de teclados de una duración aproximada de 4 minutos y medio, interpretado por Tony Banks, que es acompañado por la sección rítmica de Mike Rutherford y de Collins, con una métrica de 7/8. Este solo era frecuentemente interpretado en vivo como parte del medley "In The Cage" años más tarde, como puede escucharse en el álbum Three Sides Live. La canción finaliza regresando al ritmo 4/4 para introducirse en la siguiente pista del álbum: "Aisle Of Plenty" (sin embargo ni "Aisle Of Plenty" ni este final, jamás fueron interpretados en vivo; en su lugar, fue añadido un nuevo final tras el cierre de la sección de 7/8, como puede escucharse en Seconds Out).

## Las letras
Esta canción, la segunda de más larga duración en el álbum, es tal vez la más compleja de las ocho que lo componen, y probablemente la más compleja de todas las que haya escrito el grupo. Las letras (escritas por Banks y Rutherford) aunque aparentemente simples, triangulan primero a Romeo y Julieta, luego el mitológico Tiresias, quien tendió un puente entre ambos sexos al haber vivido tanto como hombre y como mujer.
Dentro del campo de la literatura del siglo XX, hay dos grandes pináculos del movimiento modernista, ambos publicados en el año 1922: la novela revolucionaria de James Joyce "Ulysses", y el poema de T.S. Eliot "La tierra baldía". Es en este segundo en el que se centra la canción.
"La tierra baldía" es un largo y famoso poema, que trata de muchos asuntos complejos y aparentemente inconexos. Aún, detrás de la confusión, Eliot junta una gran cantidad de fuentes (desde las leyendas griegas hasta los poetas ingleses del siglo XVI como Edmund Spenser) para crear un poema rico en significado. El título en sí mismo es la clave, "La tierra baldía". Lo concerniente al poema es el decaimiento moral, espiritual y sexual de la sociedad moderna.
La Gran Guerra había sido recientemente disputada, pareciendo en ese momento, sellar el destino de la sociedad. Existía el sentimiento de que todo lo que la época moderna podía ofrecer era esterilidad y una profunda inseguridad intelectual, desilusión acerca de todo lo que el progreso había traído en los años de gran avance desde 1870 en adelante. Había un sentimiento general dentro de la sociedad de falla de la ciencia, la sociología, la religión, la política y el arte, que le proveen confianza al hombre moderno.
Eliot separó el poema en cinco partes diferentes, de las cuales la quinta es llamada "El Sermón del Fuego". En las primeras dos partes, Eliot ha hecho una crónica del declinamiento a la esterilidad el mundo moderno, pintándolo sobre un trasfondo de búsqueda de una experiencia espiritual (mitos de griales, profetas del Antiguo Testamento, Dante, tradiciones familiares quebradas, cartas del tarot). En la tercera sección, la observación de la vida real y la búsqueda de la perspicacia son elevadas a un nivel superior. Esta es considerada la visión de Eliot más delicada y comprensiva del mundo moderno, y como tal es una de las más complicadas y la parte más móvil del poema entero.
Las líneas de 215 a 256 en el poema son importantes para la canción. Aquí, Eliot trata el tema de un mundo donde el sexo es devaluado e inútil, donde la dignidad y el propósito han sido barridos para convertirse en actos de conquista egoísta. Las líneas se leen a continuación:
En la hora violeta, cuando los ojos y la espalda
Giran arriba del escritorio, cuando la máquina humana espera
Como un Taxi palpitando la espera,
Yo, Tiresias, aunque ciego, palpitando entre dos vidas,
Viejo hombre con pechos arrugados de mujer, puedo ver
En la hora violeta, la noche que se procura
Hacia casa, y trae a los marineros de vuelta del mar,
La mecanógrafa en casa a la hora del té, prepara su desayuno, enciende
Su cocina, y deposita la comida en moldes.
Afuera en la ventana peligrosamente repartidos
Sus conjuntos secándose tocados por los últimos rayos del sol
Sobre el diván son apilados (a la noche su cama)
Medias, zapatillas, camisones, y sostenes.
Yo Tiresias, viejo hombre con partes arrugadas
Percibo la escena, y predigo el resto –
También aguardo por el esperado invitado.
Él, el joven hombre carbuncular, llega,
Una oficinista de una pequeña empresa, con una mirada audaz,
El menos indicado en quien depositar la confianza
Como un sombrero de seda de un millonario de Bradford.
La cena se terminó, ella está aburrida y cansada,
Empeño para atraerla a las caricias
Las cuales aún no han sido reprobadas, en caso de ser indeseables.
Arrebatado y decidido, ataca de una sola vez;
Explora con las manos sin encontrar defensa;
Su vanidad no requiere respuesta,
Y hace una bienvenida de indiferencia.
(Y yo Tiresias que he sufrido de todo
Promulgado en este mismo diván o cama;
Yo quien fui sentado por Tebas detrás de la pared
Y me manejé entre la más baja de las muertes.)
Otorga un último beso condescendiente,
Y anda a tientas por su camino, encontrando las escaleras hasta...
Ella se da vuelta y mira por un momento el vidrio,
Apenas consciente de la partida de su amante;
Su cerebro permite pasar a un pensamiento medio formado:
"Bueno ahora que está hecho: y estoy orgullosa de que haya terminado."
Cuando la hermosa mujer se rebaja bruscamente y
Marcha por su cuarto nuevamente, sola,
Alisa su pelo con mano automática,
Y pone un disco en el gramófono.
Por supuesto, esto lo puede reconocer instantáneamente cualquier persona que haya leído las letras de "The Cinema Show". Lo que tenemos aquí es un caso de Genesis utilizando textualmente uno de los poemas más famosos en la historia, para formar una de sus canciones.
Primeramente hay que considerar a Tiresias, como la clave para revelar la letra, sino el poema también. Eliot, en sus notas sobre el poema, nos refiere al poeta latino Ovidio, quien relata la historia de Tiresias: él estaba transitando por un bosque un día, cuando vio dos serpientes enroscadas. Tiresias las golpeó con su bastón, y fue convertido instantáneamente en una mujer. Así fue afectado por siete años, hasta que en el octavo vio a las dos serpientes nuevamente enroscadas. Entonces razonó: si al golpearlas cambió de sexo, entonces golpeándolas una vez más podía revertir su situación, y así fue como consiguió volver a su género masculino.
Después de un tiempo, los dos dioses Júpiter y Juno estaban deliberando acerca de cual sexo se derivaba el mayor placer del amor. Decidieron preguntarle al viejo sabio Tiresias, quien había experimentado ambos sexos. Tiresias confirmó que la mujer disfrutaba más del amor, por lo que Juno se indignó mucho. Condenó a Tiresias a la ceguera por el resto de sus días. Desgraciadamente, ningún dios podía contrarrestar los actos de otro dios, pero Júpiter mitigó el castigo de Tiresias dándole el poder de adivinar el futuro.
Tiresias es pintado en el poema de Eliot como el ciego, el eterno epítome de la infelicidad, sin amor ni experiencia sexual. De hecho, el poema es visto a través de los ojos (o mejor dicho de la percepción, ya que es ciego) de Tiresias, el narrador y observador de la experiencia humana. Podemos ver que Genesis ha tomado a "La tierra baldía", y presentado una combinación de ideas, además de agregar algo de su propia interpretación en él. Las letras de la canción leen:

De regreso a casa del trabajo nuestra Julieta
Recoge los restos de su desayuno de la mañana.
Retoca suavemente su piel con preciosos perfumes
Que ocultan para atraer.
Haré la cama,
Ella dijo, pero se dio la vuelta.
¿Iba a llegar tarde a la función del cine, la función del cine?

Romeo cierra su apartamento subterráneo,
Y corre escaleras arriba.
Con la cabeza bien alta y una corbata floral,
Un millonario de fin de semana.
Haré mi cama
Con ella esta noche, él grita.
¿Puede fracasar armado con su sorpresa de chocolate?

Haz un pequeño viaje con el padre Tiresias,
Escucha al viejo hablar de todo lo que ha vivido.
He cruzado la tierra de polo a polo, para mi no hay ningún misterio.
Una vez fui un hombre, como el mar rabié,
Una vez fui mujer, como la tierra di.
Pero de hecho hay más tierra que mar.

Primero, se nota la simetría de la estructura de los primeros dos versos: hombre y mujer comparados, la puntuación es muy importante en estos versos. Notar que la línea de la pregunta (la última) de cada uno de los dos versos está separada de los otros por un punto. Retóricamente, cada uno demanda la respuesta “No”. No, no puede y no llegará tarde para su función, su cama permanece sin hacer. No, por supuesto que el oficinista no puede fallar en ganar su conquista, armado con una sorpresa y seducir a la dama. Hombre, el sexo más fuerte, siempre triunfará sobre el sexo más débil.
Pero no triunfará si Tiresias está involucrado en esto. Nos incita a prestar atención de sus experiencias, porque él sabe quién es dominante: aunque el océano cubre el 70 por ciento de la superficie del globo, hay en realidad mucha más tierra (todo el planeta) que agua. Más allá de todas las apariencias, el hombre es menos dominante que la mujer, de la misma forma que hay más tierra que agua. Tiresias pone el retórico "No" en un posible "Tal vez", y quizás en un resonante "¡Sí!".
Aún con la complejidad del poema y las métricas que posee, la canción es simplemente sobresaliente: es uno de los mejores ejemplos de lo que Genesis podía lograr con sus letras. Tony Banks dice en el libro de Genesis de Armando Gallo: Mike (Rutherford) y yo escribimos las letras para la canción. La primera parte, por lo menos, es una interpretación bastante cercana de una sección de La Tierra Baldía por T.S. Eliot. La idea de usar las palabras de Romeo y Julieta en realidad fue de Peter (Gabriel). Yo pensaba que debía ser más impersonal como simplemente usar el joven oficinista, o algo parecido, y no estaba demasiado seguro de comenzar la canción con eso.

## Formación
- Peter Gabriel: Voz, flauta travesera, percusión, pandereta
- Steve Hackett: Guitarras eléctricas y acústicas.
- Mike Rutherford: Bajo, guitarra acústica, coros.
- Tony Banks: Órgano Hammond, piano Hohner, ARP Pro-Soloist, melotrón, guitarra acústica, coros.
- Phil Collins: Batería, triángulo, coros.